# Видима продуктивність
Видима продуктивність або сприйнята продуктивність, відчувана продуктивність (англ. Perceived performance) - це як швидко програма виконує свої функції з точки зору користувача, на відміну від того що показують результати профілювання.